# Suerte de pinos

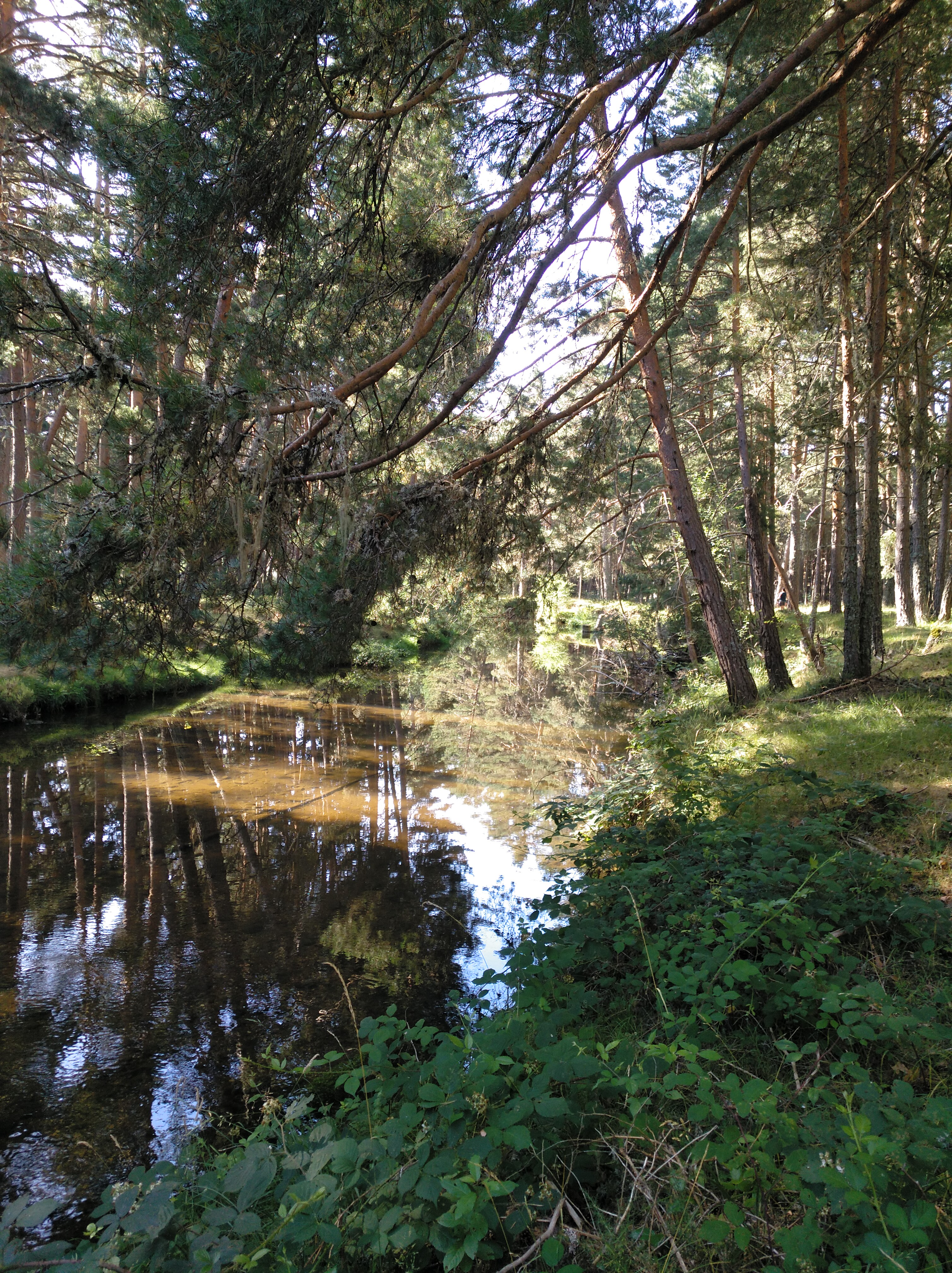
El río Duero cerca de su nacimiento

La Suerte de pinos o derecho de suertes es una manera ancestral de gestionar los recursos forestales y un privilegio de posesión comunal del bosque que se remonta a las cartas pueblas concedidas en la Edad Media a las poblaciones de la Comarca de Pinares de las provincias españolas de Burgos y Soria con las que se pretendía fomentar el asentamiento de vecinos. Por la altitud, unos 1.200 metros de promedio, y lo abrupto del terreno, esta zona no es apta para el cultivo de cereales, por lo que sus habitantes han vivido casi exclusivamente de los ingresos procedentes del monte. Las condiciones tradicionalmente que deben reunir los sujetos beneficiarios son vinculación y arraigo además de la residencia. Estas condiciones varían dependiendo de los términos municipales.
La suerte de pinos  con su distribución de recursos entre los vecinos de forma equitativa ha contribuido a la propia conservación del monte. En 2017 la Asociación de Pinares y el Valle (ASOPIVA) solicitó que la “suerte de los pinos” fuera declarada por la Unesco Bien Inmaterial de la Humanidad.
Esta comarca cubre una extensión próxima a las 100.000 hectáreas de masas forestales naturales autóctonas, principalmente de pino silvestre y pino negral, con enclaves importantes de haya, roble (especialmente rebollo), enebro o quejigo. Está integrada por 23 términos municipales pertenecientes a las provincias de Soria, con 16 ayuntamientos: Salduero, Molinos de Duero, Duruelo de la Sierra, Covaleda, San Leonardo de Yagüe, Navaleno, Casarejos, Vadillo, Cabrejas del Pinar, Abejar,  Vinuesa, Muriel Viejo, Muriel de la Fuente, Cubilla, Talveila, Soria con el  "Pinar Grande"; y Burgos, con 7 ayuntamientos: Palacios de la Sierra, Vilviestre del Pinar, Quintanar de la Sierra, Canicosa de la Sierra, Regumiel de la Sierra, Hontoria del Pinar y Neila, a los que se podrían sumar varios municipios colindantes con pinar.

## Historia
En 1288 Fernando III de Castilla concedió una Carta Puebla a los vecinos de Duruelo de la Sierra en la que se recogían estos derechos para aquellos que fueran a poblar el valle del río Gomiel. Existe un documento, fechado en 1569, en el que se describe un pleito entre Don Juan Manrique de Lara y el Concejo y Vecinos de San Leonardo. Manrique de Lara pretendía la concesión del derecho a pesar de no residir en la localidad y en la cuantía de doble lote. Este derecho también figura en el Catastro del marqués de la Ensenada de 1749, donde en la contestación a la pregunta 23 se dice explícitamente que los aprovechamientos eran distribuidos a partes iguales entre los vecinos. Carlos IV promulgó la Real Carta de Privilegio para las poblaciones burgalesas de Canicosa, Regumiel y Vilviestre del Pinar en 1792.
En las poblaciones de Soria este reparto vecinal fue regulado en las Reales Órdenes de 20 de agosto y 30 de septiembre de 1901. En la del 20 de agosto se concedieron  a 5 pueblos, San Leonardo, Navaleno, Casarejos, Vadillo y Covaleda,  el derecho a serles adjudicados y para el reparto entre sus vecinos, un cierto número de pinos. En los demás pueblos -Espejón, Santa María de las Hoyas, Talveila, Muriel Viejo, Cabrejas del Pinar, Abejar, Muriel de la Fuente, Duruelo, Salduero, Molinos de Duero y Vinuesa-, la Real Orden de 30 de septiembre de 1901 limitaba el aprovechamiento de maderas para el reparto vecinal al número de metros cúbicos de madera que necesitaran los vecinos y municipios propietarios para las necesidades de uso propio.